# Dirk Weetendorf
Dirk Weetendorf (* 1. Oktober 1972 in Burg auf Fehmarn) ist ein ehemaliger deutscher Fußballspieler. Der Stürmer spielte Ende der 1990er Jahre für den Hamburger SV und Werder Bremen in der Bundesliga, später für Eintracht Braunschweig in Regional- und 2. Bundesliga.

## Karriere
Weetendorf erzielte im Spieljahr 1995/96 für den Oberligisten TSV Pansdorf 16 Tore. Zur Saison 1996/97 wechselte er zur Amateurmannschaft des Hamburger SV. Wegen Ähnlichkeiten in der Spielweise (Kopfballstärke und Torgefährlichkeit im Strafraum) mit Horst Hrubesch und Uwe Seeler wurde Weetendorf „Horst-Uwe“ genannt. Im Oktober 1996 erzielte er im letzten Pflichtspiel, das vor dem Abriss der Anlage auf dem Sportplatz am Rothenbaum ausgetragen wurde, das abschließende Tor.
In der Bundesligamannschaft des HSV wurde Weetendorf erstmals Mitte 1997 eingesetzt. Das Spiel wurde mit 0:4 gegen den 1. FC Köln verloren und war das letzte von Felix Magath als Trainer der Hamburger. Das Hamburger Abendblatt kommentierte Weetendorfs Einstand mit den Worten: „Bezeichnend für die desolate Einstellung der Profis ist jedoch, daß ausgerechnet Amateur Dirk Weetendorf engagiertester HSV-Spieler war“. Mit zwei Treffern am vorletzten Bundesligaspieltag verhalf Weetendorf dem abstiegsbedrohten HSV im Mai 1997 zum 2:1-Sieg über Borussia Dortmund.
In der Winterpause der Saison 1998/99 wechselte er zum SV Werder, konnte sich dort jedoch nicht durchsetzen und wurde nach nur sieben torlosen Einsätzen an den Regionalligisten Eintracht Braunschweig abgegeben, mit dem er im Jahr 2002 noch in die 2. Bundesliga aufsteigen konnte. Mit 30 Jahren musste er jedoch seine Laufbahn wegen gesundheitlicher Probleme beenden.
Nach seiner Spielerzeit war Dirk Weetendorf Jugendtrainer bei Eintracht Braunschweig: Bis Sommer 2005 der B-Jugend, dann bis 2007 der A-Jugend (mit der er in der Saison 2006/07 in die A-Jugend-Bundesliga Nord aufstieg), als der Verein seinen Vertrag nicht verlängerte. Ab der Saison 2009/10 trainierte er die Verbandsligamannschaft des ATSV Stockelsdorf. Ende April 2012 kam es zur Trennung.